# アラブチャレンジャー
アラブチャレンジャーとは、川崎競馬場で行われていたアングロアラブによる競馬の重賞競走（平地競走）である。1964年廃止。
※以下、馬齢はすべて2000年以前に使用された旧表記（数え年）にて記述する。

## 概要
1955年、アングロアラブの4・5歳馬限定戦である4歳・5歳特別として創設。翌年より、新たに設けられたアラブチャンピオンと対応しアラブチャレンジャーと改名された。1957年の開催ほかは春に施行されており、春の特別を前にした、ないしは終えたあとの4歳馬が、明け5歳の有力馬と初めて本格的に顔を合わせる重要な一戦として機能した。トモスベビー、リキスベビー、タカライザンの3頭が、5歳馬を破って4歳時にこの競走を優勝している。第9回から馬齢の上限が撤廃されると、その後2回はいずれも6歳以上の古馬が制したのち廃止となった。

## 歴代優勝馬
| 回数   | 施行日        | 優勝馬           | 性齢 | タイム   | 所属 | 優勝騎手   | 管理調教師 |
| ------ | ------------- | ---------------- | ---- | -------- | ---- | ---------- | ---------- |
| 第1回  | 1955年4月20日 | ナイト           | 牡5  |          |      | 鈴木春吉   |            |
| 第2回  | 1956年5月27日 | トモスベビー     | 牡4  | 1:45 0/5 | 川崎 | 鳥飼元修   | 三潟隆五郎 |
| 第3回  | 1957年9月21日 | トモスベビー     | 牡5  | 1:51 4/5 | 川崎 | 勝又衛     | 三潟隆五郎 |
| 第4回  | 1958年4月1日  | リキスベビー     | 牡4  | 1:52 4/5 | 川崎 | 佐々木吉郷 | 三潟隆五郎 |
| 第5回  | 1959年5月15日 | タチナミ         | 牡5  | 1:50 2/5 |      | 荒山徳一   |            |
| 第6回  | 1960年5月20日 | タカライザン     | 牡4  | 1:51.3   | 川崎 | 勝又衛     | 井上宥蔵   |
| 第7回  | 1961年5月18日 | タカライザン     | 牡5  | 1:52.1   | 川崎 | 佐々木国廣 | 井上宥蔵   |
| 第8回  | 1962年5月18日 | ミヤマシユーホー | 牡5  | 1:51.7   | 大井 | 竹山隆     | 田中利衛   |
| 第9回  | 1963年5月15日 | ミヤマシユーホー | 牡6  | 1:50.8   | 大井 | 須田茂     | 田中利衛   |
| 第10回 | 1964年5月9日  | マスホマレ       | 牡9  | 2:09.6   | 船橋 | 斎藤義行   | 矢熊壽     |

- レース名：第1回 - 4・5歳特別、第2回 - アラブチャレンジャー
- 距離：第1回 ダート2000m、第2回 ダート1600m、第3回 - 第9回 ダート1700m、第10回 ダート2000m
- 出走条件：第1回 - アングロアラブ4・5歳、第9回 - アングロアラブ4歳以上
- 斤量：第1回 - ハンデ
- 優勝馬の馬齢は旧表記。